# DQS (認証機関)
DQS はドイツの認証機関である。IATF16949やISO9001, ISO14001, ISO/IEC27001などのマネジメントシステム認証や、欧州医療機器規制（MDR)のノーティファイボディ(N.B.)、日本の医療機器等法に基づく登録認証機関業務を行っている。日本ではドイツ品質システム認証株式会社（DQS Japan)が100%子会社として活動している。 

## 歴史
DQSは1985年にフランクフルトで設立されたドイツで最初のマネジメントシステム認証機関です。DIN(ドイツ規格協会)やDGQ（ドイツ品質協会）が創設以来の主要株主であり、DQS設立の目的はマネジメントシステム認証を通じたドイツ経済の発展促進でした。会社設立のタイミングは世界的に重要な品質規格であるISO 9001シリーズの最初の原案発行時期と重なっています。 
DQSは1986年にISO9001の登録証を発行するドイツで最初の認証機関となりました。その後、 
2008年3月には米国の製品安全認証機関であるUL(Underwriters Laboratories Inc. )のマネジメントシステム認証部門とDQSとが合併しました。DQSグループは、現在、世界で最大規模のマネジメントシステム認証機関の一つとなっています。

## 企業組織
DQS Holding は現在60カ国以上に80以上のオフィスを有しています。また、DQSグループは世界130カ国以上の約63000サイト、全ての産業に亘る約20,000の認証顧客を有しています。 
従業員数は約2,800人で、その内2,400人が審査員です。グループ内の主要子会社はは DQS Inc. (アメリカ)、DQS do Brasil (ブラジル)、ドイツ品質システム認証株式会社 (DQS Japan Inc.　医療機器等法医療機器認証)、DQSメディカルプロダクト（欧州医療機器認証)、ドイツ、DQS GmbH（ドイツ）です。

## サービス領域
DQS グループの海外オフィスは、各々の市場状況や顧客の要求に基づくアセスメントサービスのポートフォリオにフォーカスしてます。グループサービスの領域は、産業毎あるいは産業固有の要求に基づくアセスメントや、100カ国以上で国際的に承認された国際規格基づく認証が含まれている。最も重要な規格は以下の通りです。
- ISO9001（品質）
- ISO14001（環境）
- ISO 45001（労働安全衛生）
- IATF 16949（自動車関連）
- ISO/IEC27001（情報セキュリティ）
- MDR（欧州医療機器規制）
- MDSAP（医療機器単一調査プログラム）
- 医療機器等法に基づく医療機器認証（厚生労働省認可の登録認証機関業務）
- ISO13485（医療機器）
- IRIS（鉄道産業）
- EN9100（航空宇宙産業）
- International Food Standard (IFS) (食品）

DQSグループは、リスクマネジメントシステム、サステナビリティ、 
エネルギーマネジメント、教育、情報セキュリティ、ビジネスエクセレンス、保健及び社会サービス、総合的なマネジメントシステムにおけるアセスメントサービスも提供しています。 

### アプローチ
DQSグループのアプローチは、外部の審査員により提供されるアセスメントサービスという点でユニークである。審査員は通常は審査する業界で働いています。 審査と実務と科学的な経験による業界知識という組み合わせにより、各種業界の最新かつ最先端のノウハウを用いて行われるアセスメントが確保されています。 

### ネットワーク
DQSは1990年に創設された国際的な認証ネットワークIQNetの創設メンバーでです。IQNetには現在40のグローバルネットワークの会員がおり、その主な目的は会員認証機関により発行された認証の相互承認です。
- 本社
- DQS CFS
- ドイツ医療機器子会社
- 日本子会社
- ドイツ子会社
- 米国子会社
- ブラジル子会社